# Virginia Centurione Bracelli
Virginia Centurione Bracelli (Genova, 2 aprile 1587 – Genova, 15 dicembre 1651) è stata una religiosa italiana, giovane e ricca vedova della famiglia degli Spinola, dedicò la vita a opere di carità; fondatrice della congregazione religiosa delle Suore di Nostra Signora del Rifugio in Monte Calvario, dette Brignoline, con sede a Genova, e di quella delle Figlie di Nostra Signora al Monte Calvario, con sede a Roma.

## Biografia

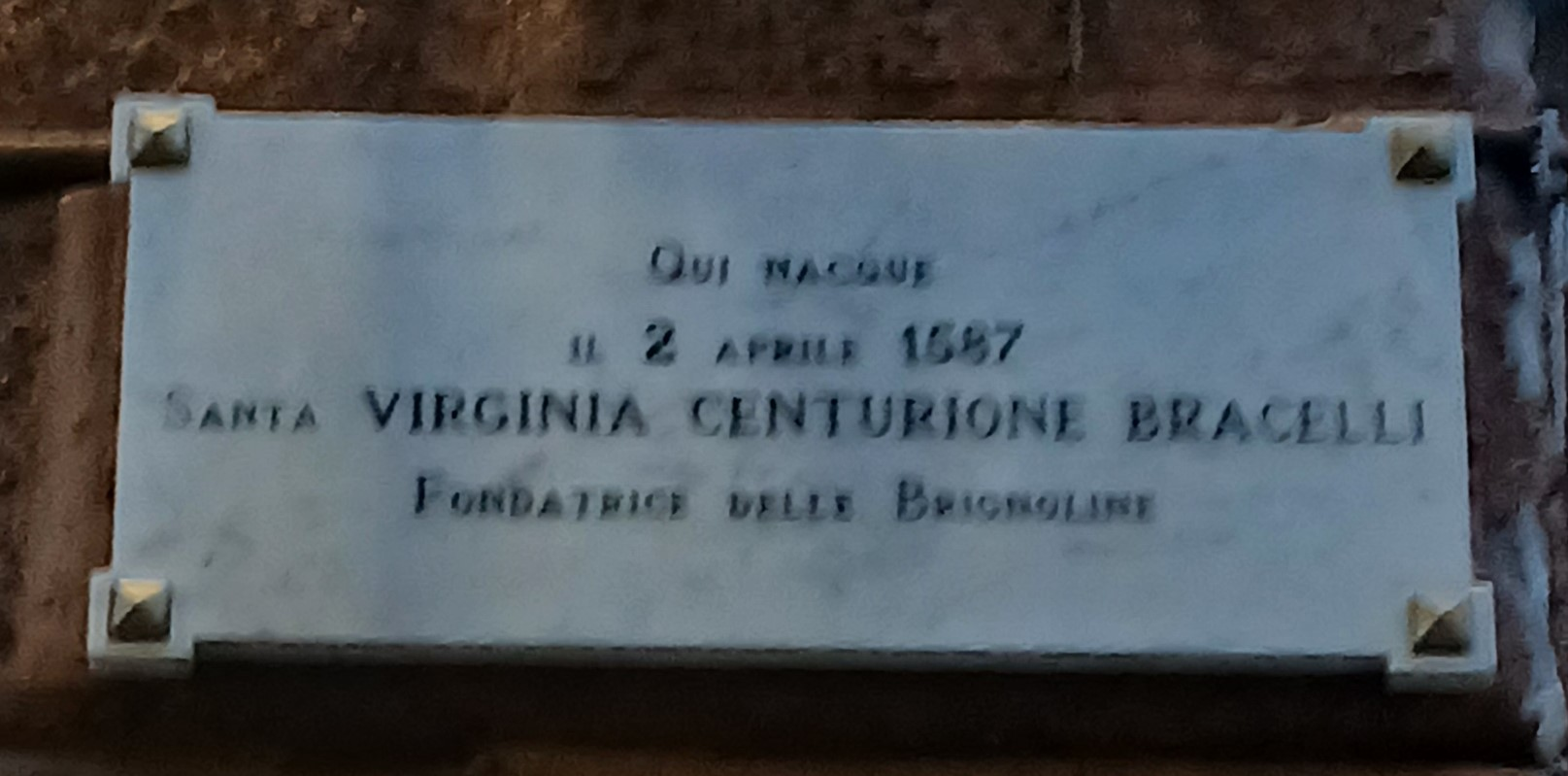
Casa natale di Virginia Centurione Bracelli in via San Vincenzo

Di famiglia nobile e facoltosa, figlia di Giorgio Centurione, doge della Repubblica di Genova nel biennio 1621-1622 e di Lelia Spinola, ricevette un'educazione religiosa. I genitori volevano per lei un'istruzione che le permettesse di leggere le opere letterarie e le fu insegnato il latino.
La madre morì presto e il padre, secondo l'usanza del tempo, la promise in sposa a Gaspare Grimaldi Bracelli, unico erede di una ricca e nobile famiglia. Nel 1606 Gaspare Bracelli si ammalò di tubercolosi e i medici consigliarono un clima più salubre; si trasferì ad Alessandria, presso dei cugini, dove Virginia lo raggiunse nel 1607. Bracelli morì il 13 giugno 1607, a 24 anni, lasciando Virginia vedova a soli 20 anni.
Cercando anche la collaborazione della madre di Gaspare, Giorgio Centurione fece di nuovo progetti di matrimonio per la figlia, spinto anche dalla volontà di diventare doge, ma Virginia rifiutò facendo voto di castità.

### Le attività di assistenza
Fondò scuole e collegi, e aiutò con risorse proprie alcune famiglie bisognose affinché i figli potessero andare a scuola. La guerra franco-piemontese (1625) tra la Repubblica di Genova e il duca di Savoia, che era spalleggiato dalla Francia, la disoccupazione e la fame arrivarono nella Repubblica. Genova fu invasa dai profughi, che cercavano rifugio in città fuggendo dai territori occupati. La Bracelli continuò l'impegno caritativo organizzando assistenza spirituale e materiale per i profughi e per i prigionieri.
Nell'agosto 1625 morì anche la suocera, nel 1630 Virginia Bracelli iniziò l'attività di accoglienza e assistenza per bambine povere. Al crescere del numero delle giovani accolte nel suo palazzo, inizialmente riservò loro l'attico, ma poi dovette cercare un locale più grande. La duchessa Placida Spinola, di cui era amica, le concesse (all'inizio gratuitamente, in seguito in affitto) il convento di Monte Calvario che aveva comprato dai frati francescani.
Il 14 aprile 1631, lasciò la casa di via Lomellini e si trasferì con le giovani verso il convento di Monte Calvario, che fu chiamato "Rifugio di Monte Calvario".
Quando il convento di Monte Calvario diventò insufficiente per le tante richieste, Bracelli portò le migliori in una seconda casa e poi in una terza. In tre anni l'opera contava già le tre case e trecento ricoverate.
Per far fronte alle difficoltà economiche attinse alle sue rendite e proprietà, poi ricorse a parenti (tra cui il fratello Francesco, capo dell'esercito pontificio), amici, all'"Ufficio dei Poveri", che le assegnò un sussidio, e ad altri benefattori.
Nella prima metà del Seicento c'erano a Genova diverse istituzioni pubbliche di assistenza alla popolazione, tra cui l'"Ufficio dei poveri" e l'associazione delle "Otto signore della misericordia"; quest'ultima versava in stato di decadenza, tanto che non si riuscivano a trovare otto persone disposte a occuparsi degli otto quartieri in cui era divisa la città. La Bracelli fu invitata a farne parte e le fu affidato un quartiere povero in cui vivevano più di 600 famiglie. Decise di riorganizzare la distribuzione degli aiuti in maniera che arrivassero realmente ai poveri: preparò ed espose all'interno dell'Associazione un programma di assistenza. Poté avvalersi degli aiuti provenienti dalla nobiltà genovese che offrì mezzi e collaborazione. Sorsero così le Cento Signore della Misericordia protettrici dei Poveri di Gesù Cristo ("Cento signore della Carità"), che operarono insieme ad altre volontarie nei vari quartieri. Nel 1634 scrisse un regolamento per la Congregazione delle Cento Signore della Misericordia.
Le Cento Dame non durarono molto. La Bracelli partecipò alla riorganizzazione del lazzaretto di Genova, usato al di fuori dei periodi di peste per l'assistenza a donne, bambini, vecchi e invalidi; ottenne che una percentuale degli introiti fosse assegnata ai lavoratori.

### Le "quarant'ore"
Durante le feste di carnevale riscoprì le "Compagnie di penitenza", organizzò processioni e la consacrazione della Repubblica alla Vergine Santissima, avvenuta il 25 marzo 1637.
Fondò l'istituzione delle quarant'ore, che servirono per ravvivare nei fedeli la fede e l'adorazione eucaristica. Il cardinale Stefano Durazzo, arcivescovo della città, concesse l'autorizzazione solo quando Virginia Centurione si impegnò a curare il decoro delle chiese dove fosse esposto solennemente il "Santissimo Sacramento". Le quarant'ore furono iniziate verso la fine del 1642.

### La sede definitiva per le "figlie"
Con il passare del tempo volle dare alle "figlie" una sistemazione definitiva e una sede propria. La prima idea fu quella di comprare Monte Calvario, ma il costo era troppo elevato per le sue possibilità. Decise quindi di comprare una casa nel quartiere di Carignano.
Spinta dai parenti preoccupati per la sua salute, decise di assicurare il futuro dell'opera chiedendo al Senato della Repubblica, con una petizione, l'assegnazione di protettori pubblici.
Il Senato accettò e nominò (il 3 luglio 1641) i protettori che comprarono la casa di Carignano e presero sotto la loro tutela l'amministrazione del Rifugio, imponendo dei limiti all'attività della Centurione, che aveva cominciato a costruire nuovi locali. La data del riconoscimento ufficiale fu il 13 dicembre 1635.
Si trasferì a Carignano con le giovani della casa del Bisagno e di Monte Calvario.

### La nascita delle istituzioni religiose
Già nel 1633, scrivendo a un'amica, la Bracelli la informava che si erano trasferite nella casa di Bisagno "solo quelle giovani che pensavano di servire Nostro Signore per tutta la vita". Nel 1641 il cappuccino Mattia Bovoni assunse la direzione spirituale della comunità di Carignano.
Bovoni si rese conto della bontà della fondazione, ma per garantirne la continuità, suggerì a Bracelli di scegliere le migliori delle sue "figlie" per formare una comunità che avrebbe potuto continuare la sua opera. Le giovani avrebbero potuto vincolarsi in maniera moderata, alla maniera delle terziarie francescane, e come "vergini secolari" arrivare ad essere "anime consacrate a Dio". Le donne che Bracelli scelse il 2 febbraio 1642, come terziarie francescane, non fecero voto religioso, ma si obbligarono all'obbedienza ai superiori, cioè alla "madre" e ai "protettori". Nel 1643 Mattia Bovoni morì.
La Regola delle "figlie" fu redatta negli anni 1644-1650: in essa si diceva che tutte le case costituivano l'unica Opera di Nostra Signora del Rifugio, sotto la direzione e amministrazione dei "protettori"; veniva riconfermata la divisione tra "figlie" con l'abito (suore e novizie) e "figlie" senza; tutte, però, dovevano vivere - pur senza voti - in obbedienza e povertà.
Nel 1645 la Bracelli, su richiesta del senato, aveva mandato le prime ventitré "figlie" all'ospedale di Pammatone. Nel 1650, l'Ufficio dei Poveri le chiese di mandare le religiose a dirigere il laboratorio interno del Lazzaretto. Col tempo l'Opera si sviluppò in due congregazioni religiose: le Suore di Nostra Signora del Rifugio in Monte Calvario, con sede a Genova, e le Figlie di Nostra Signora al Monte Calvario, con sede a Roma.

### Gli ultimi anni
Furono gli anni della discordia tra il fratello Francesco e il cognato; i litigi e le querele si portavano via gran parte del patrimonio dei generi, era il fallimento finanziario del marito della figlia Isabella che, facendosi garante dei suoi fratelli, era rimasto implicato nel loro fallimento con un debito di più di 4 milioni di lire.
Nel 1647 ottenne la riconciliazione tra la Curia arcivescovile e il Governo della Repubblica, tra loro in lotta per pure questioni di prestigio.
Nel 1649, dopo una grave malattia, chiese e ottenne che ai tre protettori se ne aggiungesse un quarto, il marchese Emanuele Brignole, in riferimento al quale le religiose furono poi chiamate "suore brignoline".
Morì nella casa di Carignano il 15 dicembre 1651, a 64 anni.

## Il culto

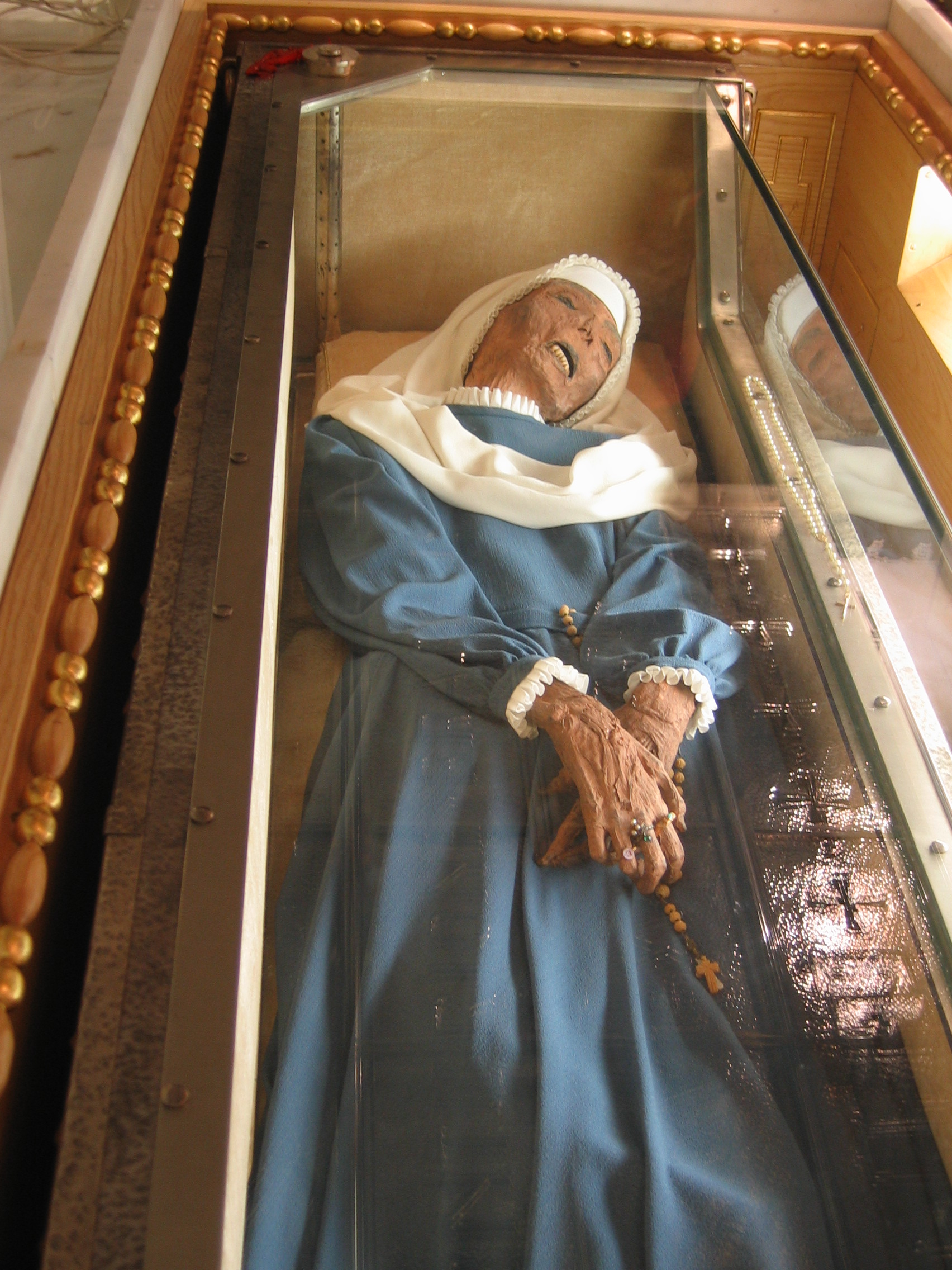
Il corpo quasi incorrotto di Virginia, conservato nella casa madre di Genova

Il corpo fu deposto provvisoriamente nella chiesa del convento di santa Chiara, dove rimase "provvisoriamente" 150 anni. Nel 1661, dieci anni dopo la sua morte, fu scritta la prima agiografia di Bracelli, nella quale è definita "meravigliosa serva di Dio". Di lei scrive Emmanuele Brignole: «Virginia visse il suo servizio a Dio perfettamente, non pensò mai alla propria soddisfazione, dedicata interamente a Dio e al suo prossimo».
Nel 1801 il suo corpo fu riesumato e consegnato alla venerazione delle "figlie". Negli anni ottanta del Novecento fu effettuata una successiva riesumazione all'interno del processo di beatificazione, in presenza dell'arcivescovo di Genova, cardinale Giuseppe Siri. Oggi le spoglie della santa sono conservate nella casa madre delle "brignoline", che dalla metà dell'Ottocento si trova nel quartiere genovese di Marassi.
La sua Memoria liturgica è fissata al 15 dicembre.

### Beatificazione e canonizzazione
Fu beatificata da papa Giovanni Paolo II il 22 settembre 1985 a Genova, in Piazza della Vittoria, durante la visita pastorale alla città e all'arcidiocesi. Il grande arazzo per la beatificazione, posto alle spalle del Santo Padre, fu realizzato dal pittore Corrado Mazzari.
Fu canonizzata durante una cerimonia solenne dallo stesso papa Wojtyła il 18 maggio 2003 a Roma, in Piazza San Pietro.